# Vagn Jensen
Vagn Jensen (7. august 1931 – 4. oktober 2011) var en dansk freelancejournalist, tilknyttet Den2Radio.
Han var med til at starte piratradiostationen Radio Mercur i 1958 og var med da konkurrenten DCR - Danmarks Comerciellle Radio åbner i 1961.[kilde mangler] De to bliver sammenlagt - som Radio Mercur i starten af 1962, og Vagn Jensen fortsætter der indtil 31. juli 1962, hvor han i studiet, er med til at lukke Radio Mercur.
Efterfølgende havde han 30 års ansættelse i Danmarks Radio, henholdsvis på Radioavisen og Orientering (Christiansborg-redaktionen) – og sidenhen i Kultur- og Samfundsafdelingen på radioens P1. Han var formand for journalisterne i DR og som sådan medlem af Radiorådet.
Vagn Jensen døde den 4. oktober 2011.